# Tom Søndergaard
Tom Søndergaard (1944. január 2. – 1997. június 16.) dán válogatott labdarúgó.

## Fordítás
- Ez a szócikk részben vagy egészben  a   Tom Søndergaard című angol Wikipédia-szócikk fordításán alapul.  Az eredeti cikk szerkesztőit annak laptörténete sorolja fel. Ez a jelzés csupán a megfogalmazás eredetét és a szerzői jogokat jelzi, nem szolgál a cikkben szereplő információk forrásmegjelöléseként.